# Xantho
Pour les articles homonymes, voir Xantho (homonymie).
Genre
Synonymes
- Cancer (Xantho) Leach, 1814 (in Leach, 1813-1815)[1]

Xantho (Xanthes en français) est un genre de crabes de la famille des Xanthidae.

## Liste d'espèces
Selon World Register of Marine Species (13 septembre 2023) :
- Xantho hydrophilus (Herbst, 1790)
- Xantho pilipes A. Milne-Edwards, 1867 - Xanthe poilu
- Xantho poressa (Olivi, 1792)
- Xantho sexdentatus (Miers, 1881)

Le « Crabe de fer », Xantho incisus (H. Milne Edwards, 1834), a été déplacé vers le genre Lophozozymus sous le taxon Lophozozymus incisus (H. Milne Edwards, 1834).

## Systématique
Le nom valide complet (avec auteur) de ce taxon est Xantho Leach, 1814.
Xantho a pour synonymes :
- Cancer (Xantho) Leach, 1814
- †Xanthus Leach, 1814
- Xanto Leach, 1814